# Australian Open 1988
Wielkoszlemowy turniej tenisowy Australian Open w 1988 roku rozegrano w Melbourne w dniach 11–24 stycznia.

## Zwycięzcy

### Gra pojedyncza mężczyzn
- Mats Wilander (SWE) - Pat Cash (AUS) 6:3, 6:7(3), 3:6, 6:1, 8:6

### Gra pojedyncza kobiet
- Steffi Graf (GER) - Chris Evert (USA) 6:1, 7:6(3)

### Gra podwójna mężczyzn
- Rick Leach (USA)/Jim Pugh (USA) - Jeremy Bates (GBR)/Peter Lundgren (SWE) 6:3, 6:2, 6:3

### Gra podwójna kobiet
- Martina Navrátilová (TCH)/Pam Shriver (USA) - Chris Evert (USA)/Wendy Turnbull (AUS) 6:0, 7:5

### Gra mieszana
- Jana Novotná (TCH)/Jim Pugh (USA) - Martina Navrátilová (TCH)/Tim Gullikson (USA) 5:7, 6:2, 6:4